# Iván Guijarro Vila
Iván Guijarro Vila   (Madrid, 1985) és un activista pels drets dels animals i polític espanyol. És l'actual portaveu del Partit Animalista Amb el Medi Ambient a Catalunya.

## Trajectòria
D'origen madrileny, es dedica a l'activisme des de la dècada del 2000 i viu a Barcelona d'ençà de la del 2010. Destacablement, el 15 de juny del 2008, com a membre de l'organització Igualtat Animal, va participar en una manifestació antitaurina a la plaça de toros de la Monumental i va ser agredit fins al punt d'haver de ser atès a l'Hospital del Mar. Va ser detingut i imputat per aquests fets, però va ser absolt dels càrrecs. Dos anys més tard, va saltar a la passarel·la Cibeles el 23 de febrer del 2010 durant una desfilada del dissenyador Jesús Lorenzo per a protestar contra l'ús que feia aquest de pell animal per a confeccionar roba. El jutjat d'instrucció número 43 de Madrid va condemnar-lo juntament amb Laura Núñez, que l'havia acompanyat en l'acte, a pagar una multa de 100 euros cadascun per desobediència. El gener del 2022, va prendre un rol actiu en una protesta a la plaça Sant Jaume de Barcelona per a defensar l'amnistia d'uns beagles a càrrec de la Universitat de Barcelona, que hi pretenia realitzar un experiment científic.
En les eleccions generals del novembre del 2019, va encapçalar la llista del PACMA per al Congrés dels Diputats. Més endavant, el 2023, el partit va triar-lo com a candidat a l'alcaldia de Barcelona en les eleccions municipals. Així mateix, el 2024 va ser el candidat a president de la Generalitat de Catalunya en les eleccions parlamentàries, alhora que el capdavanter en la província de Barcelona. Actualment, és el coordinador del PACMA a escala barcelonina.

## Ideologia
És un detractor del colauisme per frustració personal. Ideològicament, prioritza els drets dels animals, tot i que també té en compte l'accés a l'habitatge, la crisi climàtica i el model turístic de la ciutat. La proposta que més en destaca és la del tancament del Zoo de Barcelona.